# 樋口直宏
樋口 直宏（ひぐち なおひろ、1965年11月9日 - ）は、日本の教育学者。筑波大学人間総合科学研究科学校教育学専攻教授。専門は教育方法学、教育工学。研究テーマは批判的思考、授業分析。

## 来歴
- 1984年：千葉大学教育学部小学校教員養成課程卒業
- 1988年：同大学教育学研究科学校教育専攻修了
- 1990年：筑波大学教育学研究科 学校教育学専攻 単位取得満期退学
- 1995年；同大学教育学系準研究員（文部技官）
- 1996年：同大学教育学系助手
- 1996年：立正大学文学部専任講師
- 2000年：同大学文学部助教授
- 2002年：同大学心理学部助教授
- 2007年：同大学心理学部准教授
- 2009年：筑波大学大学院人間総合科学研究科准教授
- 2011年：同大学人間系准教授
- 2014年：同大学人間系教授[1]

## 著書

### 編著
- 『実践に活かす教育課程論・教育方法論』学事出版、2002
- 『実践に活かす教育基礎論・教職論』学事出版、2003